# 19e cérémonie des Critics' Choice Movie Awards
La 19e cérémonie des Critics' Choice Movie Awards (ou BFCA Awards), décernés par la Broadcast Film Critics Association, a eu lieu le 16 janvier 2014, et a récompensé les films sortis en 2013,.
Les nominations ont été annoncées le 16 décembre 2013,.

## Palmarès

### Meilleur film
- Twelve Years a Slave
  - American Bluff (American Hustle)
  - Capitaine Phillips (Captain Phillips)
  - Dallas Buyers Club
  - Dans l'ombre de Mary (Saving Mr. Banks)
  - Gravity
  - Her
  - Inside Llewyn Davis
  - Le Loup de Wall Street (The Wolf of Wall Street)
  - Nebraska

### Meilleur réalisateur
- Alfonso Cuarón pour Gravity
  - Paul Greengrass pour Capitaine Phillips (Captain Phillips)
  - Spike Jonze pour Her
  - Steve McQueen pour Twelve Years a Slave
  - David O. Russell pour American Bluff (American Hustle)
  - Martin Scorsese pour Le Loup de Wall Street (The Wolf of Wall Street)

### Meilleur acteur
- Matthew McConaughey pour le rôle de Ron Woodroof dans Dallas Buyers Club
  - Christian Bale pour le rôle d'Irving Rosenfeld dans American Bluff (American Hustle)
  - Bruce Dern pour le rôle de Woody Grant dans Nebraska
  - Chiwetel Ejiofor pour le rôle de Solomon Northup dans Twelve Years a Slave
  - Tom Hanks pour le rôle de Richard Phillips dans Capitaine Phillips (Captain Phillips)
  - Robert Redford pour le rôle du marin dans All Is Lost

### Meilleure actrice
- Cate Blanchett pour le rôle de Jasmine dans Blue Jasmine
  - Sandra Bullock pour le rôle du Dr Ryan Stone dans Gravity
  - Judi Dench pour le rôle de Philomena Lee dans Philomena
  - Brie Larson pour le rôle de Grace dans States of Grace (Short Term 12)
  - Meryl Streep pour le rôle de Violet Weston dans Un été à Osage County (August: Osage County)
  - Emma Thompson pour le rôle de Pamela L. Travers dans Dans l'ombre de Mary (Saving Mr. Banks)

### Meilleur acteur dans un second rôle
- Jared Leto pour le rôle de Rayon dans Dallas Buyers Club
  - Barkhad Abdi pour le rôle d'Abduwali Muse dans Capitaine Phillips (Captain Phillips)
  - Daniel Brühl pour le rôle de Niki Lauda dans Rush
  - Bradley Cooper pour le rôle de Richie DiMaso dans American Bluff (American Hustle)
  - Michael Fassbender pour le rôle d'Edwin Epps dans Twelve Years a Slave
  - James Gandolfini pour le rôle d'Albert dans All About Albert (Enough Said)

### Meilleure actrice dans un second rôle
- Lupita Nyong'o pour le rôle de Patsey dans Twelve Years a Slave
  - Scarlett Johansson pour le rôle de Samantha (voix) dans Her
  - Jennifer Lawrence pour le rôle de Rosalyn Rosenfeld dans American Bluff (American Hustle)
  - Julia Roberts pour le rôle de Barbra Weston-Fordham dans Un été à Osage County (August: Osage County)
  - June Squibb pour le rôle de Kate Grant dans Nebraska
  - Oprah Winfrey pour le rôle de Gloria Gaines dans Le Majordome (Lee Daniels' The Butler)

### Meilleur espoir
- Adèle Exarchopoulos pour le rôle d'Adèle dans La Vie d'Adèle
  - Asa Butterfield pour le rôle d'Andrew "Ender" Wiggin dans La Stratégie Ender (Ender's Game)
  - Liam James pour le rôle de Duncan dans Cet été-là (The Way Way Back)
  - Sophie Nélisse pour le rôle de Liesel Meminger dans La Voleuse de livres (The Book Thief)
  - Tye Sheridan pour le rôle d'Ellis dans Mud : Sur les rives du Mississippi (Mud)

### Meilleure distribution
- American Bluff (American Hustle)
  - Twelve Years a Slave
  - Le Loup de Wall Street (The Wolf of Wall Street)
  - Le Majordome (Lee Daniels' The Butler)
  - Nebraska
  - Un été à Osage County (August: Osage County)

### Meilleur scénario original
- Her – Spike Jonze
  - American Bluff (American Hustle) – Eric Warren Singer et David O. Russell
  - Blue Jasmine – Woody Allen
  - Inside Llewyn Davis – Joel et Ethan Coen
  - Nebraska – Bob Nelson

### Meilleur scénario adapté
- Twelve Years a Slave – John Ridley
  - Before Midnight – Richard Linklater, Ethan Hawke et Julie Delpy
  - Capitaine Phillips (Captain Phillips) – Billy Ray
  - Le Loup de Wall Street (The Wolf of Wall Street) – Terence Winter
  - Philomena –  Steve Coogan et Jeff Pope
  - Un été à Osage County (August: Osage County) – Tracy Letts

### Meilleure direction artistique
- Gatsby le Magnifique (The Great Gatsby) – Catherine Martin et Beverley Dunn
  - Gravity – Andy Nicholson et Rosie Goodwin
  - Her – K.K. Barrett et Gene Serdena
  - Le Hobbit : La Désolation de Smaug (The Hobbit: The Desolation of Smaug) – Dan Hennah et Ra Vincent
  - Twelve Years a Slave – Adam Stockhausen et Alice Baker

### Meilleurs costumes
- Gatsby le Magnifique (The Great Gatsby) – Catherine Martin
  - American Bluff (American Hustle) – Michael Wilkinson
  - Dans l'ombre de Mary (Saving Mr. Banks) – Daniel Orlandi
  - Le Hobbit : La Désolation de Smaug (The Hobbit: The Desolation of Smaug) – Bob Buck, Lesley Burkes-Harding, Ann Maskrey et Richard Taylor
  - Twelve Years a Slave – Patricia Norris

### Meilleur maquillage
- American Bluff (American Hustle)
  - Le Hobbit : La Désolation de Smaug (The Hobbit: The Desolation of Smaug)
  - Le Majordome (Lee Daniels' The Butler)
  - Rush
  - Twelve Years a Slave

### Meilleure photographie
- Gravity – Emmanuel Lubezki
  - Inside Llewyn Davis – Bruno Delbonnel
  - Nebraska – Phedon Papamichael
  - Prisoners – Roger Deakins
  - Twelve Years a Slave – Sean Bobbitt

### Meilleur montage
- Gravity – Alfonso Cuaron et Mark Sanger
  - American Bluff (American Hustle) – Alan Baumgarten (en), Jay Cassidy et  Crispin Struthers
  - Capitaine Phillips (Captain Phillips) – Christopher Rouse
  - Le Loup de Wall Street (The Wolf of Wall Street) – Thelma Schoonmaker
  - Rush – Daniel P. Hanley et Mike Hill
  - Twelve Years a Slave – Joe Walker

### Meilleurs effets visuels
- Gravity
  - Iron Man 3
  - Le Hobbit : La Désolation de Smaug (The Hobbit: The Desolation of Smaug)
  - Pacific Rim
  - Star Trek Into Darkness

### Meilleure chanson originale
- Let It Go interprétée par Idina Menzel – La Reine des neiges (Frozen)
  - Atlas interprétée par Coldplay – Hunger Games : L'Embrasement (The Hunger Games : Catching Fire)
  - Happy interprétée par Pharrell Williams – Moi, moche et méchant 2 (Despicable Me 2)
  - Ordinary Love interprétée par U2 – Mandela : Un long chemin vers la liberté (Mandela : Long Walk to Freedom)
  - Please Mr. Kennedy interprétée par Oscar Isaac, Justin Timberlake et Adam Driver – Inside Llewyn Davis
  - Young and Beautiful interprétée par Lana Del Rey – Gatsby le Magnifique (The Great Gatsby)

### Meilleure musique de film
- Gravity – Steven Price
  - Dans l'ombre de Mary (Saving Mr. Banks) – Thomas Newman
  - Her – Arcade Fire
  - Twelve Years a Slave – Hans Zimmer

### Meilleur film d'action
- Du sang et des larmes (Lone Survivor)
  - Hunger Games : L'Embrasement (The Hunger Games: Catching Fire)
  - Iron Man 3
  - Rush
  - Star Trek Into Darkness

### Meilleur acteur dans un film d'action
- Mark Wahlberg dans le rôle de Marcus Luttrell dans Du sang et des larmes (Lone Survivor)
  - Henry Cavill dans le rôle de Superman / Clark Kent dans Man of Steel
  - Robert Downey Jr. dans le rôle de Tony Stark / Iron Man dans Iron Man 3
  - Brad Pitt dans le rôle de Gerry Lane dans World War Z

### Meilleure actrice dans un film d'action
- Sandra Bullock dans le rôle du Dr Ryan Stone dans Gravity
  - Jennifer Lawrence dans le rôle de Katniss Everdeen dans Hunger Games : L'Embrasement (The Hunger Games: Catching Fire)
  - Evangeline Lilly dans le rôle de Tauriel dans Le Hobbit : La Désolation de Smaug (The Hobbit: The Desolation of Smaug)
  - Gwyneth Paltrow dans le rôle de Pepper Potts dans Iron Man 3

### Meilleure comédie
- American Bluff (American Hustle)
  - All About Albert (Enough Said)
  - C'est la fin (This Is the End)
  - Cet été-là (The Way Way Back)
  - Le Dernier Pub avant la fin du monde (The World’s End)
  - Les Flingueuses (The Heat)

### Meilleur acteur dans une comédie
- Leonardo DiCaprio dans le rôle de Jordan Belfort dans Le Loup de Wall Street (The Wolf of Wall Street)
  - Christian Bale dans le rôle d'Irving Rosenfeld dans American Bluff (American Hustle)
  - James Gandolfini dans le rôle d'Albert dans All About Albert (Enough Said)
  - Simon Pegg dans le rôle de Gary King dans Le Dernier Pub avant la fin du monde (The World’s End)
  - Sam Rockwell dans le rôle d'Owen dans Cet été-là (The Way Way Back)

### Meilleure actrice dans une comédie
- Amy Adams dans le rôle de Sydney Prosser dans American Bluff (American Hustle)
  - Sandra Bullock dans le rôle de l'agent spécial Sarah Ashburn dans Les Flingueuses (The Heat)
  - Greta Gerwig dans le rôle de Frances Halladay dans Frances Ha
  - Julia Louis-Dreyfus dans le rôle d'Eva dans All About Albert (Enough Said)
  - Melissa McCarthy dans le rôle de l'inspecteur Shannon Mullns dans Les Flingueuses (The Heat)

### Meilleur film de science-fiction/horreur
- Gravity
  - Conjuring : Les Dossiers Warren (The Conjuring)
  - Star Trek Into Darkness
  - World War Z

### Meilleur film en langue étrangère
- La Vie d'Adèle  France  Belgique  Espagne
  - La grande bellezza  Italie  France
  - La Chasse (Jagten)  Danemark
  - Le Passé  France
  - Wadjda (وجدة)  Allemagne  Arabie saoudite

### Meilleur film d'animation
- La Reine des neiges (Frozen)
  - Les Croods (The Croods)
  - Moi, moche et méchant 2 (Despicable Me 2)
  - Monstres Academy (Monsters University)
  - Le vent se lève (風立ちぬ, Kaze tachinu)

### Meilleur film documentaire
- Twenty Feet from Stardom
  - The Act of Killing (Jagal)
  - Blackfish
  - Stories We Tell
  - Tim's Vermeer

## Statistiques

### Nominations multiples
13 : American Bluff, Twelve Years a Slave
10 : Gravity
6 : Capitaine Phillips, Her, Le Loup de Wall Street, Nebraska
5 : Le Hobbit : La Désolation de Smaug
4 : All About Albert, Dans l'ombre de Mary, Inside Llewyn Davis, Rush, Un été à Osage County
3 : Cet été-là, Dallas Buyers Club, Les Flingueuses, Gatsby le Magnifique, Iron Man 3, Le Majordome, Star Trek Into Darkness, Hunger Games : L'Embrasement (film)
2 : Blue Jasmine, Le Dernier Pub avant la fin du monde, Du sang et des larmes, Moi, moche et méchant 2, Philomena, La Reine des neiges, La Vie d'Adèle, World War Z
Personnalités
3 : Sandra Bullock
2 : James Gandolfini, Jennifer Lawrence

### Récompenses multiples
7 / 10 : Gravity
4 / 13 : American Bluff
3 / 13 : Twelve Years a Slave
2 / 2 : Du sang et des larmes, La Reine des neiges, La Vie d'Adèle
2 / 3 : Dallas Buyers Club, Gatsby le Magnifique

### Les grands perdants
0 / 6 : Capitaine Phillips
0 / 5 : Le Hobbit : La Désolation de Smaug
1 / 6 : Her